# Ronde van Frankrijk 2004/Negende etappe
De negende etappe van de Ronde van Frankrijk 2004 werd verreden op 13 juli 2004 tussen Saint-Léonard-de-Noblat en Guéret.

## Verloop
Na de rustdag gisteren, loopt deze etappe uit op een massasprint. Robbie McEwen is de snelste. Thomas Voeckler mag ook vandaag weer het podium opkomen om de gele trui overhandigd te krijgen.
Proloog ·
1e etappe ·
2e etappe ·
3e etappe ·
4e etappe ·
5e etappe ·
6e etappe ·
7e etappe ·
8e etappe ·
9e etappe ·
10e etappe ·
11e etappe ·
12e etappe ·
13e etappe ·
14e etappe ·
15e etappe ·
16e etappe ·
17e etappe ·
18e etappe ·
19e etappe ·
20e etappe
Startlijst · Eindstanden · Afbeeldingen